# O Segundo Sol
O Segundo Sol é uma canção pela cantora brasileira Cássia Eller, escrita por Nando Reis. A canção esteve no álbum Com Você... Meu Mundo Ficaria Completo, a canção se tornou uma das músicas mais populares da Cássia Eller, sendo a musica mais tocada dela, de acordo com o Ecad.
A canção foi escrita depois que um amigo do Nando Reis (que era fã de astronomia) falou para ele que um segundo sol iria chegar para Terra.
A canção se tornou um dos maiores sucessos da Cássia Eller, sendo incluída no seu Acústico MTV.

## Legado
Em 2018, uma regravação feita pela banda BaianaSystem foi incluída na novela do mesmo nome produzida pela TV Globo.
Em 2022, o cantor Gilberto Gil fez um cover reggae da música para o álbum Cássia Reggae.

## Prêmios e indicações
| Ano  | Premiação     | Categoria                | Resultado |
| ---- | ------------- | ------------------------ | --------- |
| 2000 | Grammy Latino | Melhor Canção Brasileira | Indicado  |